# Miras
Miras là một xã trong quận Devoll thuộc hạt Korçë, Albania. Dân số năm 2005 là 9413 người.